# Saint-Romain-sur-Gironde
Saint-Romain-sur-Gironde és un municipi francès situat al departament del Charente Marítim i a la regió de la Nova Aquitània. L'any 2007 tenia 50 habitants.

## Demografia

### Població
El 2007 la població de fet de Saint-Romain-sur-Gironde era de 50 persones. Hi havia 28 famílies de les quals 8 eren unipersonals (8 dones vivint soles i 8 dones vivint soles), 12 parelles sense fills, 4 parelles amb fills i 4 famílies monoparentals amb fills.
La població ha evolucionat segons el següent gràfic:
Habitants censats

### Habitatges
El 2007 hi havia 42 habitatges, 26 eren l'habitatge principal de la família, 6 eren segones residències i 10 estaven desocupats. Tots els 39 habitatges eren cases. Dels 26 habitatges principals, 24 estaven ocupats pels seus propietaris i 2 estaven llogats i ocupats pels llogaters; 1 tenia dues cambres, 4 en tenien tres, 10 en tenien quatre i 11 en tenien cinc o més. 19 habitatges disposaven pel capbaix d'una plaça de pàrquing. A 9 habitatges hi havia un automòbil i a 9 n'hi havia dos o més.

### Piràmide de població
La piràmide de població per edats i sexe el 2009 era:
| Homes | Edats   | Dones |
| ----- | ------- | ----- |
| 0     | 95 o +  | 0     |
| 0     | 90 a 94 | 0     |
| 0     | 85 a 89 | 0     |
| 0     | 80 a 84 | 0     |
| 4     | 75 a 79 | 4     |
| 0     | 70 a 74 | 0     |
| 0     | 65 a 69 | 8     |
| 0     | 60 a 64 | 0     |
| 0     | 55 a 59 | 0     |
| 4     | 50 a 54 | 0     |
| 0     | 45 a 49 | 4     |
| 0     | 40 a 44 | 0     |
| 8     | 35 a 39 | 0     |
| 0     | 30 a 34 | 8     |
| 4     | 25 a 29 | 0     |
| 0     | 20 a 24 | 0     |
| 8     | 15 a 19 | 0     |
| 4     | 10 a 14 | 4     |
| 0     | 5 a 9   | 0     |
| 0     | 0 a 4   | 4     |

## Economia
El 2007 la població en edat de treballar era de 37 persones, 21 eren actives i 16 eren inactives. De les 21 persones actives 18 estaven ocupades (14 homes i 4 dones) i 3 estaven aturades (1 home i 2 dones). De les 16 persones inactives 8 estaven jubilades, 1 estava estudiant i 7 estaven classificades com a «altres inactius».
Activitats econòmiques
L'any 2000 a Saint-Romain-sur-Gironde hi havia 6 explotacions agrícoles.

## Poblacions més properes
El següent diagrama mostra les poblacions més properes.